# Federazione cestistica della Serbia
La Košarkaški Savez Srbije (acronimo KSS; serbo Кошаркашки Савез Србије) è l'ente che controlla e organizza la pallacanestro in Serbia.
La federazione gestisce ed organizza inoltre le attività delle nazionali. Ha sede ad Belgrado e l'attuale presidente è Dragan Đilas.
È affiliata alla FIBA dal 1936 e organizza il campionato di pallacanestro serbo.